# Музей Драммена
Художній музей Драммена (норв. Drammens Museum for kunst og kulturhistorie) — художній та історичний музей у норвезькому місті Драммен, відкритий 1930 року на території паркової зони «Marienlyst»; музейний будинок побудовано близько 1770 року як частину садиби (ферми) «Marienlyst gård»; 1990 року галерея отримала окремий корпус (павільйон) для проведення тимчасових виставок. Проводить експозиції як творів класичного модернізму, так і сучасного мистецтва.

## Історія й опис
Художній музей і музей історії мистецтва відкрито в Драммені 1930 року; від 1996 року ним керує фонд «Drammens Museum for kunst og kulturhistorie». Фонд володіє колишнім будинком музею Драммена, заснованого 1908 року, галереєю Художнього товариства Драммена, заснованого 1867 року, і садибою Гульскогена (Gulskogen gård), яка від 1959 року використовується як музейний будинок. Головні будівлі садиби зосереджені на території паркової зони «Marienlyst» (колишньої Marienlyst gård), побудованої близько 1770 року; серед інших об'єктів — будівля музею, побудована 1930 року, в якій нині міститься адміністрація фонду, кілька постійних виставок і експозицій з художньої колекції.
1990 року до музейного комплексу додано павільйон Лише (Lyche pavilion), в якому розмістився простір для тимчасових виставок і музейна кав'ярня; кілька інших історичних будівель, найстаріша з яких відноситься до 1760-х років, є власністю фонду. Крім того, музей включає два найбільших зі збережених фермерських господарств міста: Гульскоген (Gulskogen gård) і Аустад (Austad gård)

.
Основний корпус музею Драммена розташований у центрі міста, на південній стороні однойменної річки; в минулому це був район, який складався із заміських будинків і садиб. У головній будівлі міститься історична експозиція, яка включає старовинні розписані дерев'яні скрині і шафи, колекцію норвезького барочного столового срібла, створену в 1700-х роках, а також — норвезькі і північно-європейські вироби зі скла. Історичну колекцію музею зібрано з усього регіону: вона охоплює такі галузі як народне мистецтво і ремесла, торгівля, транспорт, сільське господарство і промисли; костюми і традиційні сукні, церковне мистецтво і промислові вироби також стали частиною зібрання. При музеї діє і велика бібліотека, що включає колекцію фотографій і міські (регіональні) архіви.
Художня колекція складається переважно з творів норвезького мистецтва, що створювалися починаючи від 1800-х років. Серед представлених художників є такі автори як Юган Крістіан Даль, Педер Балке, Ейліф Петерссен і Теодор Кіттельсен. Музей також проводить тимчасові виставки — як творів класичного модернізму, так і сучасного мистецтва. Так 2013 року в музейних залах проходила тимчасова персональна виставка норвезького художника Свена Полссона (Sven Påhlsson, нар. 1965), який представив свої твори відео-арту.